# Луцій Волузей Прокул
Луцій Волузей Прокул (лат. Lucius Voluseius Proculus) — політичний діяч часів ранньої Римської імперії, консул-суффект 17 року.
Відомостей про нього збереглося вкрай мало. Відомо, що до осені 17 року він був консулом-суффектом разом з Гаєм Вібієм Марсом. Про подальшу долю свідчень немає. 